# Rok Ažnoh
Rok Ažnoh (ur. 9 września 2002 w Mariborze) – słoweński narciarz alpejski.

## Kariera
Zawodniczka klubu ASK Branik Maribor. W międzynarodowych zawodach zadebiutował 1 grudnia 2018 roku w zawodach FIS Race we włoskiej Val Gardenie, w której zajął 118. miejsce w zjeździe, 18 grudnia 2018 roku w bośniackiej Gornje Pale po raz pierwszy stanął na podium w zawodach tej rangi, zajmując 3. miejsce w slalomie gigancie, a 21 grudnia 2021 roku wygrał swoje pierwsze zawody tej rangi w slalomie gigancie w niemieckim Bischofswiesen w slalomie gigancie.
Na zimowych igrzyskach olimpijskich młodzieży 2020 w Lozannie zdobył srebrny medal w supergigancie.
W Pucharze Świata zadebiutował 14 listopada 2021 roku w austriackim Lechu, w którym zajął 44. miejsce w slalomie równoległym.
Na mistrzostwach świata juniorów 2023 w austriackim St. Anton zdobył złoty medal w zjeździe.

## Osiągnięcia

### Mistrzostwa świata
| Miejsce | Dzień     | Rok  | Miejscowość       | Konkurencja   | Czas biegu | Strata | Zwycięzca         |
| ------- | --------- | ---- | ----------------- | ------------- | ---------- | ------ | ----------------- |
| 11.     | 17 lutego | 2021 | Cortina d'Ampezzo | Drużynowo     | —          | —      | Norwegia          |
| DNQ     | 19 lutego | 2021 | Cortina d'Ampezzo | Slalom gigant | —          | —      | Mathieu Faivre    |
| NU      | 7 lutego  | 2023 | Courchevel        | Kombinacja    | —          | —      | Alexis Pinturault |
| 25.     | 9 lutego  | 2023 | Courchevel        | Supergigant   | 1:08,95    | +1,73  | James Crawford    |

### Mistrzostwa świata juniorów
| Miejsce | Dzień       | Rok  | Miejscowość  | Konkurencja   | Czas biegu | Strata | Zwycięzca               |
| ------- | ----------- | ---- | ------------ | ------------- | ---------- | ------ | ----------------------- |
| 52.     | 20 lutego   | 2019 | Val di Fassa | Zjazd         | 1:24,58    | +4,37  | Lars Rösti              |
| 42.     | 21 lutego   | 2019 | Val di Fassa | Supergigant   | 1:12,91    | +3,62  | River Radamus           |
| 48.     | 23 lutego   | 2019 | Val di Fassa | Kombinacja    | 2:14,36    | +10,33 | Tobias Hedström         |
| NU      | 25 lutego   | 2019 | Val di Fassa | Slalom gigant | —          | —      | River Radamus           |
| 20.     | 7 marca     | 2020 | Narwik       | Zjazd         | 1:03,77    | +1,39  | Alexis Monney           |
| 27.     | 8 marca     | 2020 | Narwik       | Supergigant   | 1:09,20    | +2,73  | Stefan Rieser           |
| 7.      | 3 marca     | 2021 | Bansko       | Supergigant   | 50,25      | +0,55  | Giovanni Franzoni       |
| 14.     | 4 marca     | 2021 | Bansko       | Slalom gigant | 1:48,20    | +2,87  | Lukas Feurstein         |
| 25.     | 5 marca     | 2021 | Bansko       | Slalom        | 1:50,09    | +9,73  | Benjamin Ritchie        |
| NU      | 4 marca     | 2022 | Panorama     | Zjazd         | —          | —      | Giovanni Franzoni       |
| 7.      | 5 marca     | 2022 | Panorama     | Supergigant   | 1:07,44    | +0,87  | Isaiah Nelson           |
| NU      | 6 marca     | 2022 | Panorama     | Kombinacja    | —          | —      | Giovanni Franzoni       |
| NU      | 8 marca     | 2022 | Panorama     | Slalom gigant | —          | —      | Alexander Steen Olsen   |
| 1.      | 19 stycznia | 2023 | St. Anton    | Zjazd         | —          | —      | —                       |
| NU      | 20 stycznia | 2023 | St. Anton    | Supergigant   | —          | —      | Livio Hiltbrand         |
| 25.     | 22 stycznia | 2023 | St. Anton    | Slalom gigant | 1:46,34    | +2,73  | Alban Elezi Cannaferina |

### Zimowe igrzyska olimpijskie młodzieży
| Miejsce | Dzień       | Rok  | Miejscowość    | Konkurencja     | Czas biegu | Strata | Zwycięzca        |
| ------- | ----------- | ---- | -------------- | --------------- | ---------- | ------ | ---------------- |
| 2.      | 10 stycznia | 2020 | Les Diablerets | Supergigant     | 54,62      | +0,06  | Adam Hofstedt    |
| NU      | 11 stycznia | 2020 | Les Diablerets | Superkombinacja | —          | —      | Auguste Aulnette |
| NU      | 13 stycznia | 2020 | Les Diablerets | Slalom gigant   | —          | —      | Philip Hoffmann  |
| NU      | 14 stycznia | 2020 | Les Diablerets | Slalom          | —          | —      | Adam Hofstedt    |
| 9.      | 15 stycznia | 2020 | Les Diablerets | Drużynowo       | —          | —      | Finlandia        |

### Olimpijski festiwal młodzieży Europy
| Miejsce | Dzień     | Rok  | Miejscowość | Konkurencja   | Czas biegu | Strata | Zwycięzca               |
| ------- | --------- | ---- | ----------- | ------------- | ---------- | ------ | ----------------------- |
| NU      | 12 lutego | 2019 | Jahorina    | Slalom        | —          | —      | Joshua Sturm            |
| 24.     | 14 lutego | 2019 | Jahorina    | Slalom gigant | 2:13,04    | +3,09  | Andrea Sønsterud Amdahl |

### Puchar Świata

#### Miejsca w klasyfikacji generalnej
| Sezon     | Miejsce           |
| --------- | ----------------- |
| 2021/2022 | niesklasyfikowany |
| 2022/2023 | niesklasyfikowany |

### Puchar Europy

#### Miejsca w klasyfikacji generalnej
| Sezon     | Miejsce           |
| --------- | ----------------- |
| 2019/2020 | niesklasyfikowany |
| 2020/2021 | 200.              |
| 2021/2022 | niesklasyfikowany |
| 2022/2023 | 48.               |

#### Miejsca w czołowej "10" w zawodach
1. Wengen – 7 stycznia 2022 (Supergigant) – 10. miejsce
2. Orcieres Merlette – 29 stycznia 2023 (zjazd) – 9. miejsce
3. Orcieres Merlette – 1 lutego 2023 (Supergigant) – 4. miejsce

### Puchar Ameryki Południowej

#### Miejsca w klasyfikacji generalnej
| Sezon | Miejsce |
| ----- | ------- |
| 2023  | 32.     |

#### Miejsca w czołowej "10" w zawodach
1. La Parva – 30 sierpnia 2022 (zjazd) – 5. miejsce
2. La Parva – 30 sierpnia 2022 (zjazd) – 5. miejsce

### Zwycięstwa w zawodach
1. Bischofswiesen – 21 grudnia 2021 (slalom gigant)
2. Bischofswiesen – 22 grudnia 2021 (supergigant)
3. St. Lambrecht – 12 lutego 2022 (slalom gigant)
4. St. Lambrecht – 14 lutego 2022 (supergigant)
5. St. Lambrecht – 14 lutego 2022 (supergigant)
6. Rogla – 22 marca 2022 (slalom gigant)
7. Gerlitzen – 9 marca 2023 (slalom gigant)

#### Pozostałe miejsca na podium w zawodach
1. Gornje Pale – 18 grudnia 2018 (slalom gigant) – 3. miejsce
2. Reiteralm – 11 grudnia 2019 (supergigant) – 2. miejsce
3. St. Lambrecht – 9 stycznia 2023 (slalom gigant) – 3. miejsce
4. Kope – 22 lutego 2023 (supergigant) – 2. miejsce
5. Pass Thurn – 2 marca 2023 (slalom gigant) – 2. miejsce
6. Gerlitzen – 8 marca 2023 (slalom gigant) – 2. miejsce